# Французька залізнична метрика

Основні залізничні магістралі Франції в 1856 році зходилися у Парижі

Французька залізнична метрика є незвичайним прикладом метрики.
Назва цієї метрики походить від дуже централізовано прокладеної (особливо раніше) залізничної мережі Франції, в якій майже всі шляхи сходилися у Парижі.
Внаслідок цього, наприклад, щоб дістатися залізницею зі Страсбурга до Ліона, треба було зробити гак в 400 км через Париж — доводилося миритися з тим, що немає прямого зв'язку.
Це спонукало одного невідомого математика визначити таку метрику: якщо {\displaystyle X} є деякою множиною точок площини (міста Франції зі залізничним зв'язком через Париж) і {\displaystyle p} — фіксована вибрана точка (Париж), то можна визначити на {\displaystyle X} метрику {\displaystyle \rho \colon X\times X\to \mathbb {R} } таким чином:
{\displaystyle \rho (x,y)=\left.{\begin{cases}\|x-y\|,\quad x-p=\lambda (y-p)\\\|x-p\|+\|y-p\|,\quad x-p\neq \lambda (y-p)\end{cases}}\right.,\quad x,y\in X,\lambda \in \mathbb {R} }
Тут {\displaystyle \rho (x,y)} треба розуміти як відстань залізничним шляхом від міста {\displaystyle x} до міста {\displaystyle y}.
Ця конструкція допускає елементарне узагальнення на будь-який нормований простір.

## Властивості
У невиродженому випадку, тобто коли існують неколінеарні вектори, французька залізнична метрика — найпростіший приклад метрики, яка не є породженою нормою.
Дійсно, припустимо протилежне. Нехай така норма існує. Візьмемо два неколінеарні вектори {\displaystyle a} і {\displaystyle b}, для яких {\displaystyle \left|a\right|\leqslant \left|b\right|}. Тоді вектори {\displaystyle a+b} і {\displaystyle b} також неколінеарні, і виконується {\displaystyle \rho (p+a,\,p)\leqslant \rho (p,\,p+b)<\rho (p+a+b,\,p+b)}.
Для метрики {\displaystyle d}, що породжена нормою, ця нерівність порушується:
{\displaystyle d(p+a,p)=|p+a-p|=|a|\leq d(p,p+b)=|p-p-b|=|{-b}|=|b|<d(p+a+b,p+b)=|p+a+b-p-b|=|a|}
Отже, не існує норми {\displaystyle \|\cdot \|}, яка породжує французьку залізничну метрику в тому сенсі, що {\displaystyle \rho (x,\,y)=\|x-y\|}.

## Назви приp = 0
Для норми {\displaystyle \|\cdot \|} на {\displaystyle \mathbb {R} ^{2}} метрикою французького метро називається метрика на {\displaystyle \mathbb {R} ^{2}}, що визначена як.:
{\displaystyle \rho (x,y)=\left.{\begin{cases}\|x-y\|,\quad x=\lambda y\\\|x\|+\|y\|,\quad x\neq \lambda y\end{cases}}\right.,\quad x,y\in X,\lambda \in \mathbb {R} }
Іншими словами, метрика французького метро визначена як довжина найкоротшого шляху з точки x до точки y, якщо x, y і початок координат знаходяться на одній прямій, і довжина найкоротшого шляху з x до y, що проходить через початок координат, у протилежному випадку.
Метрика французького метро збігається з французькою залізничною метрикою в окремому випадку, коли Париж знаходиться у початку координат (p = 0).
Для евклідової норми {\displaystyle \|\cdot \|_{2}} метрика французького метро називається також паризькою метрикою, метрикою їжака, радикальною метрикою або посиленою метрикою SNCF.

## Метрика британської залізниці
Для норми {\displaystyle \|\cdot \|} на {\displaystyle \mathbb {R} ^{2}} (в загальному випадку на {\displaystyle \mathbb {R} ^{n}}) метрикою британської залізниці називається метрика на {\displaystyle \mathbb {R} ^{2}} (на {\displaystyle \mathbb {R} ^{n}}), визначена як
якщо {\displaystyle x\neq y}, і як 0 у протилежному випадку. Її називають також метрикою пошти (Post Office metric), метрикою гусениці і метрикою човника.
Іншими словами, у відповідності до метрики британської залізниці доводиться робити гак через початок координат завжди, якщо пункт відправлення не збігається з пунктом призначення.
У Великій Британії метрику британської залізниці (British Rail metric(англ.)) іноді називають метрикою французького метро.

## Приклади
| p                      | x                      | y                      | ФЗМ[5]                                      | МФМ[6]                         | МБЗ[7]                         |
| ---------------------- | ---------------------- | ---------------------- | ------------------------------------------- | ------------------------------ | ------------------------------ |
| {\displaystyle (0;0)}  | {\displaystyle (0;3)}  | {\displaystyle (6;5)}  | {\displaystyle 3+{\sqrt {61}}}              | {\displaystyle 3+{\sqrt {61}}} | {\displaystyle 3+{\sqrt {61}}} |
| {\displaystyle (0;0)}  | {\displaystyle (0;3)}  | {\displaystyle (0;6)}  | {\displaystyle 3}                           | {\displaystyle 3}              | {\displaystyle {\sqrt {45}}}   |
| {\displaystyle (-3;2)} | {\displaystyle (0;3)}  | {\displaystyle (0;6)}  | {\displaystyle {\sqrt {10}}+5}              | {\displaystyle 3}              | {\displaystyle {\sqrt {45}}}   |
| {\displaystyle (-3;2)} | {\displaystyle (0;3)}  | {\displaystyle (6;5)}  | {\displaystyle {\sqrt {40}}}                | {\displaystyle 3+{\sqrt {61}}} | {\displaystyle 3+{\sqrt {61}}} |
| {\displaystyle (-3;2)} | {\displaystyle (5;12)} | {\displaystyle (12;5)} | {\displaystyle {\sqrt {164}}+{\sqrt {234}}} | {\displaystyle 26}             | {\displaystyle 26}             |
| {\displaystyle (-3;2)} | {\displaystyle (5;12)} | {\displaystyle (5;12)} | {\displaystyle 0}                           | {\displaystyle 0}              | {\displaystyle 0}              |